# Pogonarthron tschitscherini
Pogonarthron tschitscherini là một loài bọ cánh cứng trong họ Cerambycidae.